# Beretta Cx4 Storm
Die Cx4 Storm ist ein in Italien produzierter Selbstlade-karabiner aus dem Hause Beretta. Die Waffe gehört einer Produktfamilie an, welche auch die Pistole Beretta Px4 Storm, die Maschinenpistole Beretta Mx4 Storm und das Gewehr Beretta Rx4 Storm umfasst.
Die Cx4 Storm hat einen einfachen Masseverschluss. Im Fall, dass die Waffe fallengelassen wird, verriegelt sich der Verschluss selbsttätig, sodass keine unabsichtliche Schussabgabe erfolgen kann. Der Lauf ist fest verbaut und hat eine Länge von 16,6 Zoll. Die Sicherung der Waffe erfolgt über einen Querbolzen. Außerdem verfügt die Cx4 Storm über eine Abzugssicherung und Schlagbolzensicherung.
In den beiden Höckern auf der Oberseite vorne und hinten verfügt das Gewehr außerdem über ein Klappvisier mit zwei Lochkimmen (50 m / 100 m) sowie über ein höhenverstellbares Korn. Der Abstand von Kimme und Korn beträgt 12,9 Zoll. Zusätzlich sind Picatinny Schienen verfügbar um Optiken anzubringen. Die Handgriffe und die Schulterstützen sind aus Polymerkunststoff, welche in den Farben Schwarz oder Blau erhältlich sind.
Das Magazin wird in den Griff eingeschoben. Dennoch ist die Cx4 Storm keine Bullpup-Waffe, da sich im Hinterschaft (Kolben) keinerlei Bauteile befinden. Die Magazine können von der Beretta 92, der Beretta 96 oder der Beretta Cougar verwendet werden. Die Cx4 ist in den Kalibern 9 mm Luger, 9x21mm, .40 S&W und .45 ACP erhältlich. Die Waffe lässt sich komplett umbauen, sodass alle Elemente für Linkshänder wie für Rechtshänder erreichbar sind. Auch der Hülsenauswurf ist auf beiden Seiten möglich.
Der Preis der Waffe betrug im Jahr 2003 600 Dollar.